# Куп Мађарске у фудбалу 2008/09.
Куп Мађарске у фудбалу 2008/09. (мађ. 2008–2009-аs magyar labdarúgókupa) је било 69. издање серије, на којој је екипа ФК Хонведа тријумфовала по 7. пут.
Утакмице ове серије почеле су у августу 2008. године. Окружне квалификације почеле су већ у августу 2007. године, а квалификације су се одржавале паралелно са сезоном 2007/2008, обично средом. Укупно 118 тимова се пласирало на национални куп и касније су им се придружиле екипе из се НБ I и НБ II.

## Четвртфинале[3]
Прве утакмице су одигране 10. и 11. марта 2009, а реванш 17. и 18. марта 2009.
| Тим #1               | рез.       | Тим #2      | прва утакмица | друга утакмица |
| -------------------- | ---------- | ----------- | ------------- | -------------- |
| 10. и 17. март 2009. |            |             |               |                |
| ФК Шиофок            | 3 : 1      | ФК Дебрецин | 2 : 0         | 1 : 1          |
| 11. и 17. март 2009. |            |             |               |                |
| МТК Хунгарија        | (гг) 4 : 4 | ФК Ујпешт   | 1 : 2         | 3 : 2          |
| 11. и 18. март 2009. |            |             |               |                |
| ФК Казинцбарцика     | 1 : 9      | Ђер ЕТО     | 1 : 2         | 0 : 7          |
| ФК Хонвед            | 6 : 1      | ФК Кечкемет | 2 : 0         | 4 : 1          |

## Полуфинале
Прве утакмице су одигране 14. и 15. априла 2009. године, а реванши 21. и 22. априла 2009. године.
| Тим #1                | рез.  | Тим #2        | прва утакмица | друга утакмица |
| --------------------- | ----- | ------------- | ------------- | -------------- |
| 14. и 22. април 2009. |       |               |               |                |
| Ђер ЕТО               | 4 : 3 | МТК Хунгарија | 2 : 1         | 2 : 2          |
| 15. и 21. април 2009  |       |               |               |                |
| ФК Шиофок             | 3 : 4 | ФК Хонвед     | 1 : 2         | 2 : 2          |

## Финале
| Тим #1              | рез.  | Тим #2    | прва утакмица | друга утакмица |
| ------------------- | ----- | --------- | ------------- | -------------- |
| 20. и 26 маја 2009. |       |           |               |                |
| Ђер ЕТО             | 0 : 1 | ФК Хонвед | 0 : 1         | 0 : 0          |

## Прва утакмица
| Ђер ЕТО | 0 : 1    | ФК Хонвед            |
| ------- | -------- | -------------------- |
|         | Извештај | Ги Гнеки Абрахам 71’ |

## Друга утакмица
| ФК Хонвед                | 0 : 0    | Ђер ЕТО         |
| ------------------------ | -------- | --------------- |
| Ангоуа Броу Бенџамин 83’ | Извештај | Зоран Шупић 63’ |

Укупним резултатом од 1 : 0 победио је Хонвед.